# جيورجوس كاتيديس
جيورجوس كاتيديس (باليونانية: Γιώργος Κατίδης)‏، من مواليد 12 فبراير سنة 1993م، وهو لاعب كرة قدم يوناني، لعب مع عدة أندية يونانية، وشارك مع منتخب بلاده للناشئين والشباب والأولمبي، اشتهر جيورجوس كاتيديس برفع تحية النازية، والتي تعتبره اتحاد الكرة اليوناني جريمة يتسبب لوقف اللاعب مدى الحياة، اعتذر جيورجوس لاحقاً وأكمل مسيرته مع إحدى الأندية اليونانية.